# Peñarol Rugby
Maillots
Actualités
Peñarol Rugby est une franchise uruguayenne de rugby à XV basé à Montevideo. Créée en 2019, elle évolue en Super Rugby Américas.
L'équipe joue ses matchs à domicile au Stade Charrúa. Elle remporte le Super Rugby Américas à deux reprises en 2022 et 2023, étant ainsi l'équipe la plus titrée dans la compétition.

## Histoire

### Fondation
L'équipe est créée en 2019, par une association entre la fédération uruguayenne de rugby à XV (qui détient 51% de la franchise) et un groupe d'investisseurs composé d'Evaristo Gonzalez, Alejandro Ruibal, Gustavo Guerra (tous trois impliqués dans l'équipe de football du Club Atlético Peñarol). L'équipe utilise le nom et l'image de l'équipe de football de Peñarol, mais n'a pas de lien direct avec le club.

### Débuts en Súperliga Americana (2020-2021)
Pour sa première saison, en 2020, l'équipe est entraînée par l'Argentin Pablo Bouza. Elle s’appuie principalement sur les joueurs de l'équipe d'Uruguay. Elle joue au Stade Charrúa, l'antre de la sélection uruguayenne. Peñarol joue le tout premier match de son histoire le 27 février 2020, à l'occasion d'une rencontre amical face à l'équipe brésilienne des Cobras et s'impose largement 45 à 14. Le 3 mars 2020, la franchise joue son premier match officiel, à domicile contre les Chiliens de Selknam en Súperliga Americana. L'équipe s'appuie sur plusieurs joueurs internationaux tels que le Portugais Raffaele Storti, ou les Uruguayens Mateo Sanguinetti, Santiago Arata, Manuel Ardao et Nicolás Freitas par exemple. Peñarol est battu 15 à 13 pour ses débuts. Il s'agit de sa seule rencontre de l'année puisque la saison est ensuite interrompue à cause de la pandémie de Covid-19. L'équipe perd Santiago Arata, recruté par Castres en Top 14.
Pour sa première saison complète l'année suivante, en 2021, l'équipe remporte sept de ses dix rencontres et termine deuxième de la phase régulière, lui permettant ainsi de participer aux phases finales. Elle s'impose de peu en demi-finale face au Selknam (17 à 14), se qualifiant ainsi pour la première finale de l'histoire de la compétition. Lors de la finale face aux Argentins des Jaguares, Peñarol s'incline sur le score de 36 à 28 malgré trois essais marqués par Baltazar Amaya, Andrés Vilaseca et Facundo Gattas. L'ouvreur de l'équipe, Martín Roger Farias, termine meilleur réalisateur de la saison avec 118 point marqués.

### Premiers titres (depuis 2022)
En 2022, après une saison régulière où elle remporte huit de ses dix matchs, Peñarol se qualifie pour la deuxième fois consécutive en phase finale de la Súperliga Americana. En demi-finale, la franchise élimine les Colombiens des Cafeteros Pro après une victoire 34 à 13 et se qualifie donc encore une fois pour la finale. Cette fois, les Uruguayens font face à Selknam pour le titre. Ils s'imposent 24-13 et remportent le premier titre de leur histoire. Cette saison, deux joueur de Peñarol sont nommés pour la distinction de meilleur joueur : Felipe Etcheverry et Manuel Ardao. Ce dernier est finalement élu. Aussi, Felipe Etcheverry, Guillermo Pujadas, Eric Dosantos, Santiago Civetta, Manuel Ardao et Andrés Vilaseca sont nommés dans l'équipe type de la saison tandis que Juan Echeverría, Tomás Inciarte sont désignés dans les remplaçants de cette équipe.
Puis, en 2023, Peñarol termine une nouvelle fois la saison régulière en tête du classement général, devançant les Dogos XV,. En demi-finale, la franchise affronte les Paraguayens du Yacare XV. Après une victoire 32 à 17, les Uruguayens atteignent la troisième finale de la compétition en trois ans. Ils affrontent cette fois la franchise argentine des Dogos XV. Après une rencontre serrée, Peñarol s'impose tout de même sur le score de 23 à 17 et conserve son titre,. Le troisième ligne centre, Manuel Diana est élu meilleur joueur de la saison. De plus, durant cette même saison 2023, l'équipe géorgienne Black Lion, vainqueur de la Rugby Europe Super Cup en 2022, fait une tournée amicale en Amérique du Sud pour affronter les équipes du continent. Face à Peñarol, les Géorgiens sont battus 35 à 31.
Pour la saison 2024, après quatre ans à la tête de l'équipe uruguayenne, l'entraîneur Pablo Bouza devient sélectionneur de l'Espagne. Il est remplacé par un autre Argentin : Leonardo Senatore. L'équipe perd plusieurs cadres tels que Manuel Ardao, Tomas Iniciarte, Reinaldo Piussi et Felipe Etcheverry, tous les quatre partis à Miami. Le Peñarol termine quatrième et s'incline en demi-finale face aux Pampas. Pour la première fois l'équipe ne se qualifie pas pour la finale de la compétition.

## Palmarès

### Détail du palmarès
- Vainqueur du Súper Rugby Américas en 2022, 2023 et 2025

### Finales disputées
| Date de la finale | Vainqueur | Score | Finaliste | Lieu de la finale         |
| ----------------- | --------- | ----- | --------- | ------------------------- |
| 15 mai 2021       | Jaguares  | 36-28 | Peñarol   | Stade Charrúa, Montevideo |
| 27 mai 2022       | Peñarol   | 24-13 | Selknam   | Stade Charrúa, Montevideo |
| 9 juin 2023       | Peñarol   | 23-17 | Dogos     | Stade Charrúa, Montevideo |
| 13 juin 2025      | Peñarol   | 35-34 | Dogos     | Stade Charrúa, Montevideo |

## Parcours
| Saison | Phase régulière | Phase régulière | Phase régulière | Phase régulière | Phase régulière | Phase régulière | Phase régulière | Phase régulière | Phase régulière | Phase finale                          |
| Saison | Place           | MJ              | V               | N               | D               | PM              | PE              | Diff            | Pts             | Phase finale                          |
| ------ | --------------- | --------------- | --------------- | --------------- | --------------- | --------------- | --------------- | --------------- | --------------- | ------------------------------------- |
| 2021   | 2e              | 10              | 7               | 0               | 3               | 279             | 210             | +69             | 31              | Finaliste                             |
| 2022   | 1er             | 10              | 8               | 0               | 2               | 307             | 122             | +185            | 40              | Champion                              |
| 2023   | 1er             | 12              | 10              | 0               | 2               | 406             | 225             | +181            | 51              | Champion                              |
| 2024   | 4e              | 12              | 5               | 1               | 6               | 291             | 316             | -25             | 30              | Demi-finale (27-50 contre les Pampas) |
| 2025   | 2e              | 12              | 8               | 0               | 4               | 328             | 264             | +64             | 39              | Champion                              |

## Personnalités du club

### Joueurs internationaux
- Santiago Arata
- Juan Manuel Cat (en)
- Federico Favaro (en)
- Nicolás Freitas
- Alejandro Nieto (en)
- Obert Nortjé (en)
- Jerónimo Portela
- Sosefo Sakalia
- Mateo Sanguinetti
- Raffaele Storti
- Andrés Vilaseca

### Entraîneurs
- 2019-2023 : Pablo Bouza
- 2024 : Leonardo Senatore
- 2025- : Ivo Dugonjic